# Олександро-Невський храм (Красний Сулин)
- | Зовнішні зображення | Зовнішні зображення      |
| ------------------- | ------------------------ |
|                     | Олександро-Невський храм |

Олександро-Невський храм  (рос. Александро-Невский храм) — православний храм в місті Красний Сулин, Шахтинської та Міллерівської єпархії, Сулинське благочиння, Московського Патріархату Російської Православної Церкви.
Адреса храму: Ростовська обл., Красносулинский район,  Красний Сулин, вул. Першотравнева, 3 (територія школи № 4).

## Історія
Для забезпечення духовних потреб парафіян Сулинського заводського поселення та навколишніх хуторів 5 березня 1898 року на ім'я архієпископа Донського і Новочеркаського було написано прохання  про будівництво в Сулинському заводському поселенні храму. До прохання докладено креслення від керуючого «чавуноливарним і залізоробним заводом» Петра Пастухова. У заяві було сказано, що «необхідність побудови храму є очевидною, як внаслідок постійного зростання населення при заводі, що досягає в даний час п'яти тисяч осіб, так і внаслідок віддаленості від заводу найближчого храму».
Чавуноливарний і залізоробний завод в цей час знаходився на території, яка називалася тоді Область Війська Донського, займала сучасні Ростовську і Волгоградську області Російської Федерації. Нащадок, почесний громадянин та власник Сулинського металургійного заводу Микола Петрович Пастухов, використовував дві ділянки військової землі за контрактом, який він уклав з адміністрацією 17 серпня 1892 року. Церкву в поселенні Микола Петрович Пастухов вирішив будувати на власні кошти. Після закінчення оренди землі побудований храм повинен був перейти у власність Війська Донського. У 1898 році будівництво кам'яного храму схвалили члени Донської Духовної консисторії. План побудови церкви був підписаний єпархіальним архітектором, який повинен був спостерігати за будівництвом.
Будівництво кам'яного храму тривало до 1900 року, коли він був і освячений. Олександро-Невський храм уміщував до 1000 чоловік, які могли там молитися. Будівництво храму, зміст кліру проходило на рахунок коштів Пастухова.
Поруч з храмом були споруджені господарчі прибудови. Функціонувала церковно-парафіяльна школа, яка збереглася до наших часів. В ній навчалися діти, батьки яких працювали на чавуноливарному і залізоробному заводі Миколи Пастухова. У школі викладали священнослужителі храму Олександра Невського.
Храм проіснував з 1900 по 1931 рік. В свій час (близько 1912 року) в Храмі служили Іван Александров і Сава Поляков. Служби тривали і після 1917 року до 20-х років ХХ століття. Потім храм був закритий. Поступово храм старів і був частково зруйнований. У роки Великої вітчизняної війни на будівлю церкви впала і вибухнула бомба. Після звільнення поселення радянськими військами храм був розграбований і незабаром розібраний.
В даний час спорудження, що залишилися від старого храму знаходяться на території школи № 4 міста Красний Сулин. У місті в тимчасовому храмі знову відкрито православний прихід на честь святого благовірного князя Олександра Невського, працює недільна школа, проводяться роботи по відновленню храму.

## Духовенство
Настоятель Олександро-Невського храму — ієрей Віктор Литвинов.